# Charles Schmidt
Pour les articles homonymes, voir Schmidt.
Guillaume Adolphe Charles Schmidt, né le 20 juin 1812 à Strasbourg et mort le 11 mars 1895 dans la même ville, est un historien et un théologien protestant français. Il enseigne l'histoire de l'Église à la faculté de théologie protestante de Strasbourg de 1864 à sa mort. Il dirige le Gymnase protestant de 1849 à 1859, puis de 1865 à 1868.

## Biographie
Charles Schmidt est le fils de Charles Frédéric Schmidt, gérant associé de la librairie des Arcades, et de Marguerite Salomée Pfaehler, qui est la fille du fondateur de cette même librairie. Il fait ses études secondaires au Gymnase protestant, puis il suit des études préparatoires au séminaire protestant de Strasbourg. En 1830, il entre à la faculté de théologie protestante strasbourgeoise, où il obtient les grades de bachelier (1833), de licencié (1835) et de docteur en théologie (1836). Il complète ses études par des séjours d'études à Genève, Paris et Göttingen. Il se marie en 1840 à Strasbourg avec Julie Pauline Strohl.
Charles Schmidt est chargé de cours d'histoire au séminaire protestant en 1837. Il obtient sa première chaire, une chaire d'homilétique, en 1839 à l'université de Strasbourg et au Séminaire. À partir de 1849, il est également directeur du gymnase protestant, jusqu'en 1859. Il l'est de nouveau de 1865 à 1868. De tendance plutôt libérale, il met sur pied les classes destinées au baccalauréat ès sciences nouvellement institué et transforme les classes industrielles pour qu'elles puissent bénéficier d'un enseignement plus complet. Les élèves de ces classes peuvent ainsi, s'ils le veulent, retourner dans une classe « humaniste », préparant aux études supérieures. Toutefois son successeur, Édouard Reuss, lui reproche sa mauvaise gestion des fonds de l'école.
En 1864, Charles Schmidt change de chaire, pour prendre celle d'histoire ecclésiastique, laissée vacante après le décès d'André Jung. Son enseignement est notamment résumé dans son Précis de l'histoire de l'Église d'Occident pendant le Moyen Âge, paru en 1885. Lors de l'annexion de l'Alsace à l'Allemagne en 1871, il pense tout d'abord rejoindre la Faculté de théologie protestante de Paris, mais se résout finalement à rester à Strasbourg, bien que ses enfants se décident à passer la frontière. Il prend finalement sa retraite en 1877.
Parfaitement bilingue, Charles Schmidt écrit aussi bien en français qu'en allemand. Son étude sur les Cathares, qu'il considère malgré tout comme des païens, a été déterminante lors des débuts de la critique méthodique en histoire. Il se passionne également pour la bibliographie et les bibliothèques. Lorsqu'il quitte le professorat, il se retire dans sa maison de la rue Saltzmann, qui avait été celle de Jean Sturm. Il se consacre à l'histoire de l'Alsace jusqu'à sa mort, en 1895.
Charles Schmidt (1872-1956), historien et archiviste est son petit-fils,.

## Œuvres principales
Charles Schmidt s'intéressait particulièrement à l'histoire médiévale, à travers des sujets comme les sectes et les mystiques. Il a consacré également des recherches à la Réforme protestante et à ses théologiens. Certains de ses travaux sur l'histoire de l'Alsace sont reconnus.
- Études sur Farel, Strasbourg, G. Silbermann, 1834 - (thèse de baccalauréat en théologie).
- Vie de Pierre Martyr Vermigli, Strasbourg, G. Silbermann, 1835 - (thèse de licence).
- Essai sur les mystiques du quatorzième siècle, Strasbourg, G. Silbermann, 1836 - (thèse de doctorat).
- De la mission du théologien aujourd'hui, Strasbourg, F. G. Levrault, 1838.
- Essai sur Jean Gerson, chancelier de l'Université et de l'Église de Paris, Strasbourg, Chez Schmidt et Grucker, 1839.
- (de) Meister Eckart, ein Beitrag zur Geschichte der Theologie und Philosophie des Mittelalters, [s. l.], [s. n.], 1839.
- Notice sur la ville de Strasbourg, Strasbourg, Chez Schmidt et Grucker, 1842.
- De l'Objet de la théologie pratique, Strasbourg, G. Silbermann, 1844.
- Gérard Roussel, prédicateur de la reine Marguerite de Navarre. Mémoire servant à l'histoire des premières tentatives faites pour introduire la Réformation en France, Strasbourg, Chez Schmidt et Grucker, 1845.
- Histoire et doctrine de la secte des Cathares ou Albigeois, Paris, J. Cherbuliez, 1848-1849, 2 vol. - (vol. 1).
- Essai historique sur la société civile dans le monde romain et sur sa transformation par le christianisme, Strasbourg, C. F. Schmidt, 1853.
- La vie et les travaux de Jean Sturm, premier recteur du Gymnase et de l'Académie de Strasbourg, 1855.
- Histoire du chapitre de Saint-Thomas de Strasbourg pendant le Moyen Âge, Strasbourg, C. F. Schmidt, 1860.
- (de) Philipp Melanchthon, Leben und ausgewählte Schriften, Elberfeld, R. L. Friderichs, 1861.
- (de) Nicolaus von Basel, Leben und ausgewählte Schriften, Wien, W. Braumüller, 1866.
- Histoire littéraire de l'Alsace à la fin du quinzième et au commencement du seizième siècle, 1879, Paris, Fischbacher, 2 vol. - (vol. 2).

- Prix Bordin de l’Académie française
- Précis de l'histoire de l'Église d'Occident pendant le Moyen Âge, Paris, Fischbacher, 1885.
- Herrade de Landsberg, Strasbourg, Heitz et Mündel, 1893.
- Répertoire bibliographique des imprimeurs strasbourgeois de 1480 à 1530, Strasbourg, Heitz et Mündel, 1893-1896, 8 vol.
- « Notes sur les seigneurs, les paysans, et la propriété rurale en Alsace au Moyen Âge », Annales de l'Est, 9e année,‎ 1895, p. 357,389, 501-537 (lire en ligne), Annales de l'Est, 1896, 10e année (lire en ligne), p. 161-202, 337-380, 497-528
- (de) Wörterbuch der Strassburger Mundart, 1896 - (posthume).
- Les seigneurs, les paysans et la propriété rurale en Alsace au Moyen Âge, Paris - Nancy, Berger-Levrault et Cie, 1897 - (posthume).
- (de) Historisches Wörterbuch der elsässischen Mundart, Strassburg, Heitz, 1901 - (posthume).

Charles Schmidt a aussi exercé un rôle de traducteur et d'imprimeur. Il a notamment publié des poèmes anciens ou les documents qu'il découvrait dans des bibliothèques. Il a écrit de nombreuses notices biographiques et topographiques et plusieurs articles pour des revues, notamment la Revue d'Alsace et le Bulletin des monuments historiques. Il a également effectué d'importantes copies de documents, dont certains ont été détruits lors de l'incendie du Temple Neuf en 1870. Il était reconnu de son vivant pour sa grande érudition.